# Baptiste Planckaert

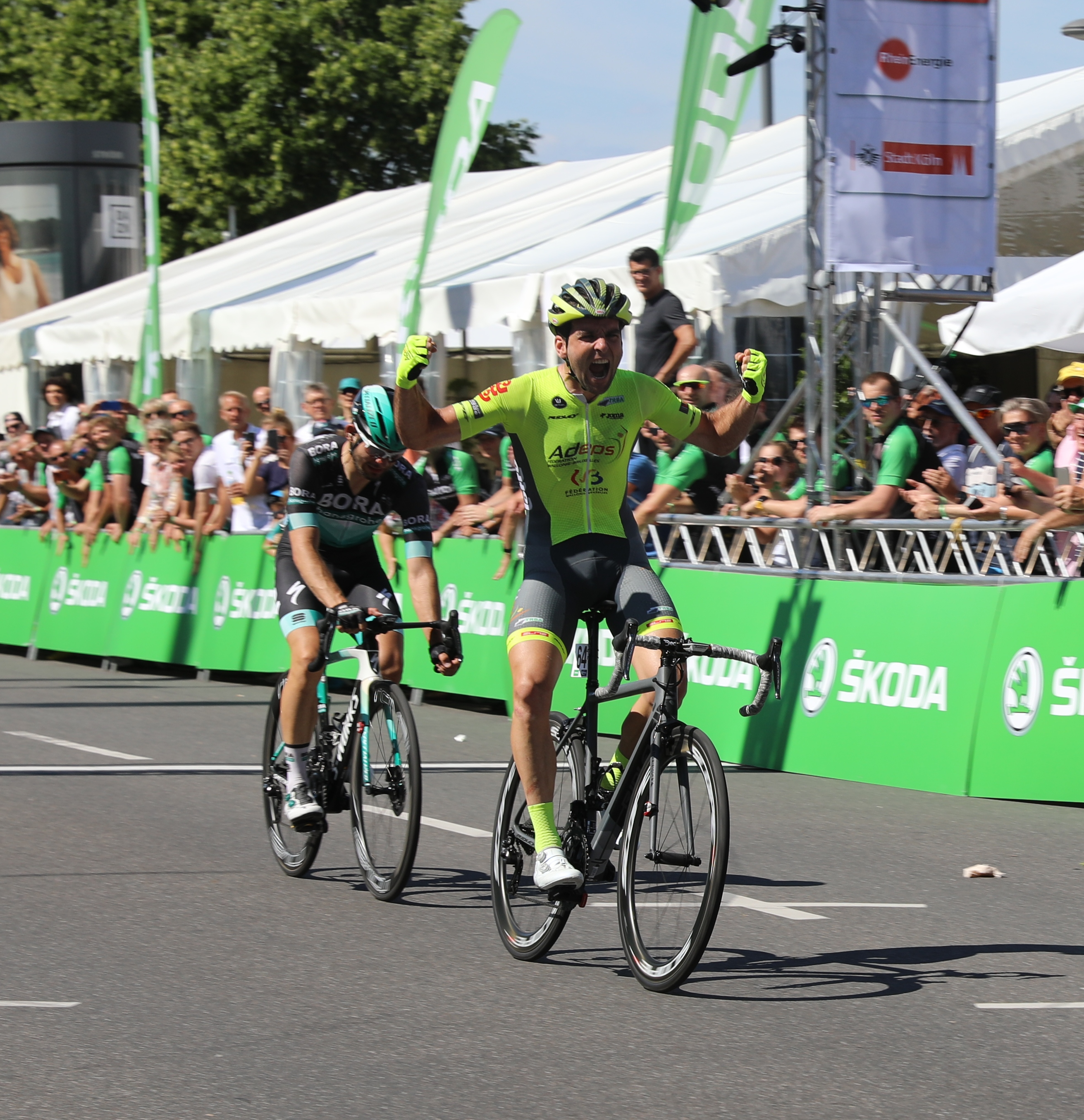
Planckaert gewinnt Rund um Köln 2019 vor Christoph Pfingsten

Baptiste Planckaert (* 28. September 1988 in Kortrijk) ist ein belgischer Radrennfahrer.

## Sportliche Karriere
Baptiste Planckaert gewann 2004 das belgische Eintagesrennen Omloop Het Nieuwsblad in der Jugendklasse. In der Saison 2009 gewann er in der U23-Klasse eine Etappe beim Triptyque des Monts et Châteaux. Außerdem startete er bei den Straßen-Europameisterschaften, wo er den 19. Platz im Straßenrennen belegte.
2015 gewann Planckaert den Kattekoers, das U23-Rennen von Gent–Wevelgem. Das folgende Jahr wurde sein bis dato erfolgreichstes: Er gewann unter anderem die Tour de Normandie, die Tour du Finistère, die Polynormande sowie eine Etappe der Czech Cycling Tour. Zudem entschied er jeweils die Punktewertung des Circuit des Ardennes und der Belgien-Rundfahrt für sich sowie die Bergwertung der Tour de Wallonie. Diese Erfolge führten dazu, dass er die Gesamtwertung der UCI Europe Tour gewann.
Hierauf fuhr Planckaert zwei Jahre beim UCI WorldTeam Katusha Alpecin, konnte an seine bisherigen Erfolge jedoch nicht anknüpfen. In der Saison 2018 nahm er mit dem Giro d’Italia an seiner bisher einzigen Grand Tour teil. Im Jahr 2019 gewann er für das UCI Professional Continental Team Wallonie-Bruxelles Rund um Köln, was sein bisher letzter Sieg blieb. Als vorerst letzte Station seiner Karriere wurde er zur Saison 2021 Mitglied im UCI WorldTeam Intermarché-Wanty-Gobert Matériaux. Nach drei sieglosen Jahren wechselte er im Jahr 2025 zum französischen UCI Continental Team Van Rysel-Roubaix.

## Familie
Baptiste Planckaert ist nicht verwandt mit der Radsport-Familie von Willy, Walter und Eddy Planckaert. Er hat seinerseits zwei jüngere Brüder, Emiel fuhr als Radrennfahrer von 2018 bis 2020 für das Team Team Flanders-Baloise, Edward ist noch aktiv (Stand 2023) im Team Alpecin-Deceuninck. Alle drei Brüder sind Enkel des ehemaligen Radrennfahrers Willy Truye.

## Erfolge
2009

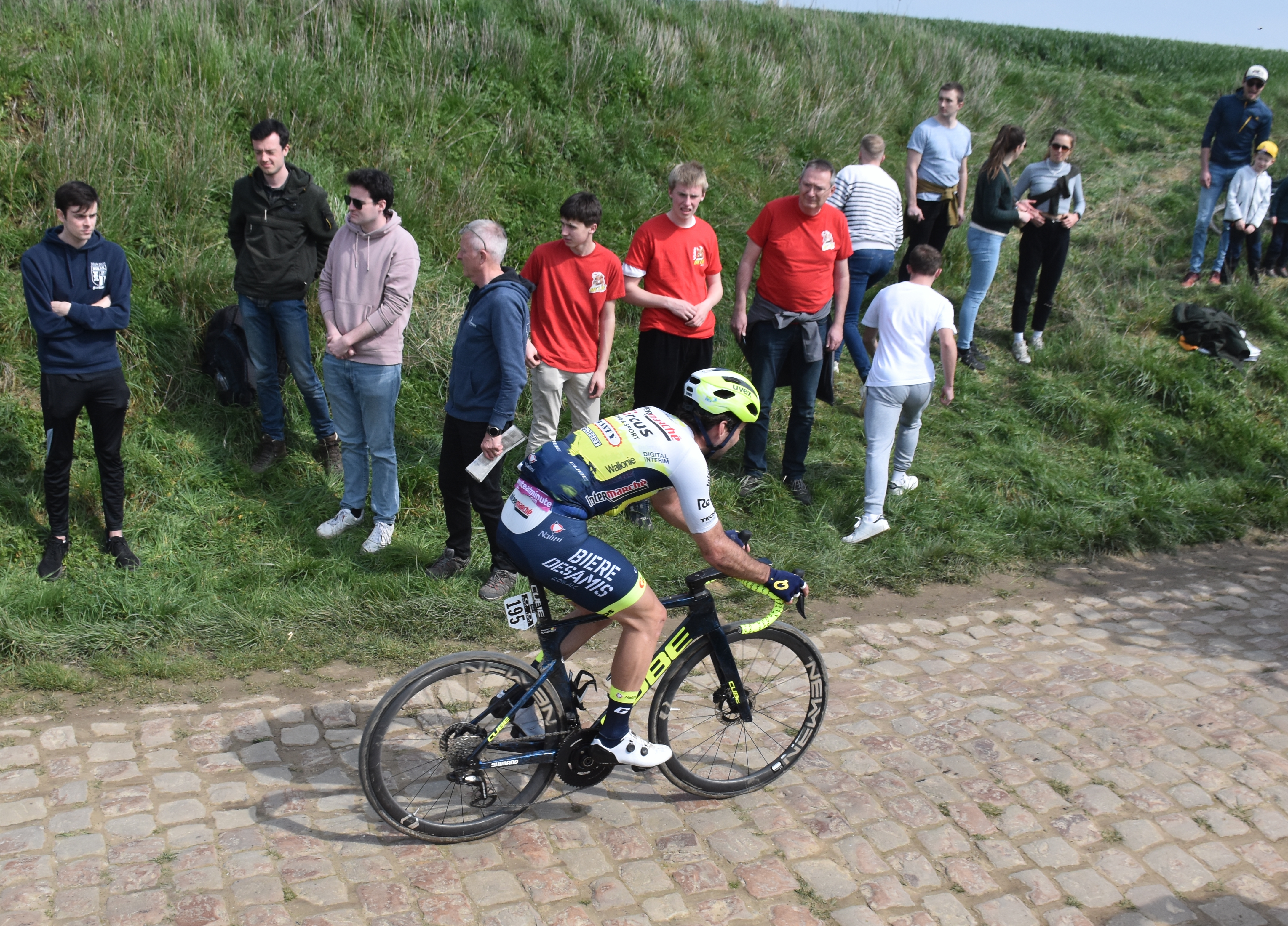
Paris-Roubaix 2023 - Pavé de Quiévy à Saint-Python - N° 195 Baptiste Planckaert.

- eine Etappe Triptyque des Monts et Châteaux

2015
- Kattekoers

2016
- Gesamtwertung und eine Etappe Tour de Normandie
- Punktewertung Circuit des Ardennes
- Tour du Finistère
- Punktewertung Belgien-Rundfahrt
- Bergwertung Tour de Wallonie
- Polynormande
- eine Etappe Czech Cycling Tour
- Gesamtwertung UCI Europe Tour

2019
- Rund um Köln
- Kämpferischster Fahrer BinckBank Tour

2020
- Bergwertung Luxemburg-Rundfahrt

## Grand-Tour-Platzierungen

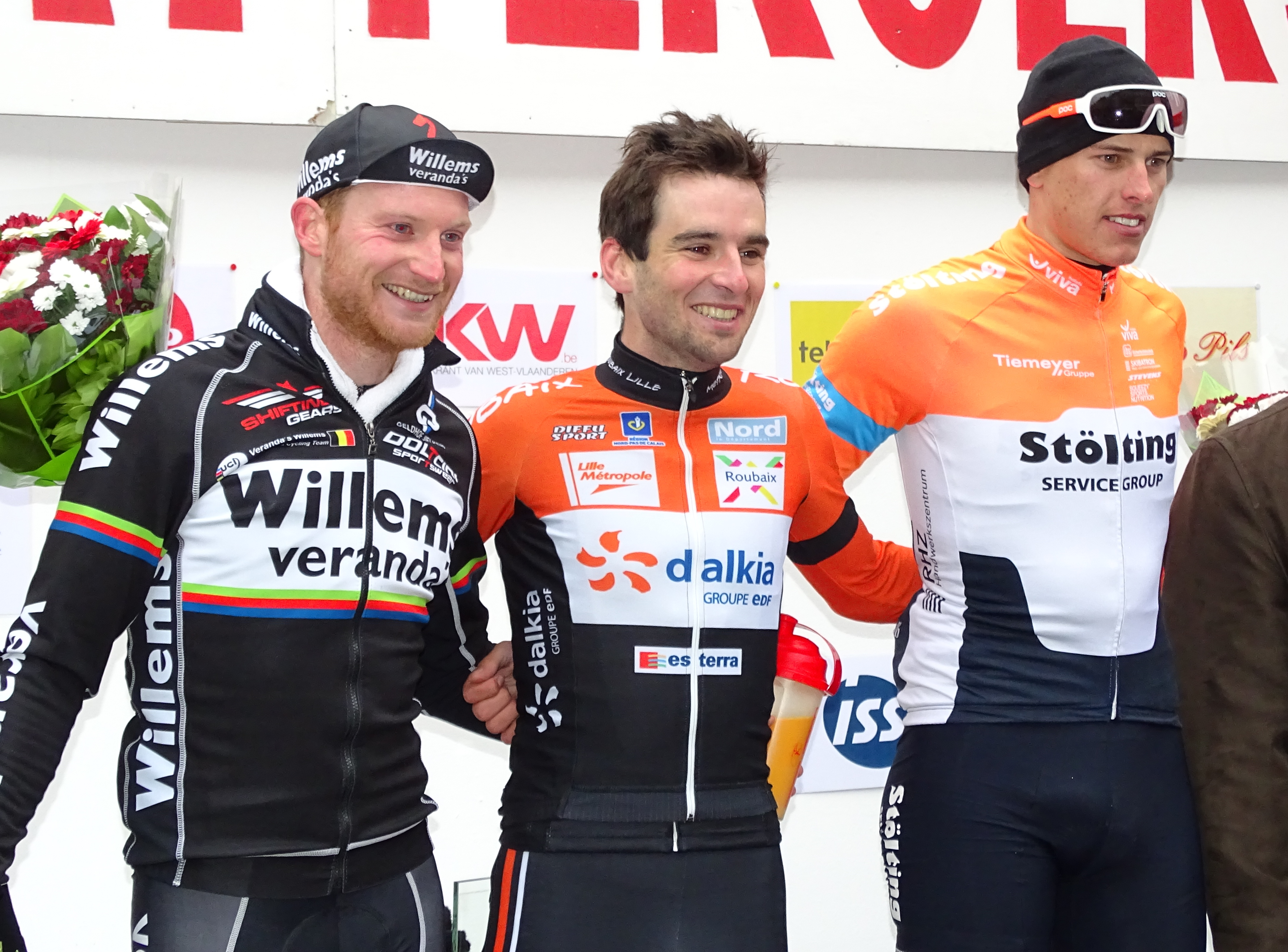
Kattekoers 2015: Joeri Calleeuw (2), Baptiste Planckaert (1) & Nils Politt (3).

| Grand Tour            | 2018 | 2019 | 2020 | 2021 | 2022 | 2023 | 2024 |
| --------------------- | ---- | ---- | ---- | ---- | ---- | ---- | ---- |
| Giro d’ItaliaGiro     | 116  | –    | –    | –    | –    | –    | –    |
| Tour de FranceTour    | –    | –    | –    | –    | –    | –    | –    |
| Vuelta a EspañaVuelta | –    | –    | –    | –    | –    | –    | –    |